# Вернер Урслинген
Вернер Урслинген (око 1310–1354) био је немачки витез и истакнути кондотјер - вођа страних најамника у Италији средином 14. века.

## Живот и дело
Вернер фон Урслинген је у историји средњовековне Италије забележен као вођа страних најамника, који је командовао добро организованом најамничком компанијом (итал. compagnie di ventura) јачине 2.000-3.000 најамника. Као прави професионални војник свог времена, у периоду од 1339. до смрти (1354) служио је са својом војском разним италијанским градовима и великашима, наплаћујући своју службу новцем, пљачком и ратним пленом. У својој каријери борио се у служби Млетачке републике, Пизе, Папске државе (и против ње), Угарске и учествовао у небројеним мањим сукобима локалних италијанских феудалаца, често мењајући стране. По легенди на грудном оклопу носио је мото: Непријатељ Бога, сажаљења и милости.